# Maeniana hirsuta
Maeniana hirsuta är en insektsart som beskrevs av Jacobi 1928. Maeniana hirsuta ingår i släktet Maeniana och familjen Eurybrachidae. Inga underarter finns listade i Catalogue of Life.